# Jonah Harris
Jonah Harris (Nauru, 16 gennaio 1999) è un velocista nauruano.
Atleta attivo a livello continentale e poi internazionale a partire dal 2017, Harris è stato il primo atleta di Nauru a prendere parte alle gare di atletica leggera ad un'edizione dei Giochi olimpici, partecipando ai Giochi olimpici di Tokyo 2020.

## Palmarès
| Anno | Manifestazione           | Sede       | Evento      | Risultato   | Prestazione | Note |
| ---- | ------------------------ | ---------- | ----------- | ----------- | ----------- | ---- |
| 2017 | Mini-Giochi del Pacifico | Port Vila  | 100 m piani | Semifinale  | 10"98       |      |
| 2018 | Mondiali indoor          | Birmingham | 60 m piani  | Batteria    | 7"03        |      |
| 2018 | Giochi del Commonwealth  | Gold Coast | 100 m piani | Batteria    | 10"95       |      |
| 2018 | Giochi del Commonwealth  | Gold Coast | 200 m piani | Batteria    | 21"96       |      |
| 2018 | Giochi micronesiani      | Yap        | 100 m piani | Oro         | 11"07       |      |
| 2018 | Mondiali U20             | Tampere    | 100 m piani | Batteria    | 11"11       |      |
| 2019 | Oceaniani                | Townsville | 100 m piani | Semifinale  | 11"09       |      |
| 2019 | Giochi del Pacifico      | Apia       | 100 m piani | 8º          | 10"94       |      |
| 2019 | Mondiali                 | Doha       | 100 m piani | Preliminare | 11"01       |      |
| 2021 | Giochi olimpici          | Tokyo      | 100 m piani | Preliminare | 11"01       |      |